# 豊洲 千客万来
豊洲 千客万来（とよす せんきゃくばんらい）は、東京都江東区豊洲六丁目にある、豊洲市場に併設されている商業施設。飲食・物販・温泉施設で構成されている。2024年（令和6年）2月1日開業。運営は万葉倶楽部株式会社。

## 概要
豊洲市場の北西区画である6街区（水産仲卸売場棟・加工パッケージ棟・通勤駐車場棟）の北東部分に、環二通りに面する形で所在している。
交差点を挟んだ東方にあるゆりかもめ東京臨海新交通臨海線の市場前駅（および「豊洲 千客万来」飲食利用客専用の立体駐車場）とは、ペデストリアン・デッキ（幅広歩道橋）を通じて施設の2階と直接連結されている。
ちなみに、豊洲市場には、この「千客万来」以外にも、6街区（北西区画）の水産仲卸売場棟の北東部、7街区（南西区画）北東部の管理施設棟、5街区（南東区画）西端1階などに、同じくペデストリアン・デッキを経由して行くことができる飲食店エリアが形成されている。「千客万来」の飲食店が10時〜18時・22時（昼・夕夜）中心の営業であるのに対して、それらの飲食店は市場関係者の利用も想定しているので、6時〜14時（朝・昼）中心（日曜・水曜休業）の営業という違いがある。
当初は2020年東京オリンピック・2020年東京パラリンピックの開催や豊洲市場の開業を念頭に、観光客が見込めるとされた2018年度の開業が計画されていたが、元々東京都から業務委託されていた運営事業者の撤退や豊洲市場の移転時期の延期、また新型コロナウィルスの影響や、物価高による建築費の高騰なども災いし、計画より5年遅れてのオープンとなった。

## 施設
北西の海に面する部分に建つ9階建の「温浴棟」と、南東の内陸部分に建つ3階建の「食楽棟」で構成される。

### 温浴棟
地上9階、地下1階。
千客万来の飲食一般客向けに無料開放されている南西8階の足湯施設「千客万来足湯庭園」（および併設されているカフェ・売店）や地上1階部分の「お祭り広場」を除き、建物の大部分は24時間営業の温泉施設「東京豊洲 万葉倶楽部」（7階入口）となっている。温泉の他に、サウナ、リラクゼーション、宿泊施設も備え、屋上には「万葉倶楽部」利用者専用の足湯施設「展望足湯庭園」もある。温泉は他の万葉倶楽部と同じく、湯量豊富な湯河原や箱根湯本の温泉をタンクローリーで運んでいる。万葉倶楽部では、これは江戸時代に熱海・湯河原・箱根の湯が江戸に運ばれて徳川将軍家などに献湯されていた歴史の現代版として表現される。
施設・店舗
- 東京豊洲 万葉倶楽部（温泉施設） - 24時間営業。大人2200円（6時 - 9時）〜3850円（10時 - 3時）。地元の江東区民は3350円（500円引き）[8]。サウナ、岩盤浴、マッサージ、リラクゼーション(リクライナー約600台)、漫画コーナー、宿泊施設（69室）なども兼備。
  - 屋上（10階相当） - 展望足湯庭園（「万葉倶楽部」利用者専用足湯施設）
  - 9階 - ラグジュアリールーム
  - 8階 - 宿泊客室
  - 7階 - フロント、お土産売店、キッズルーム、岩盤浴
  - 6階 - 大浴場、サウナ
  - 5階 - 食事処「万葉庵」「憩(いこ)い処(どころ)」、貸し部屋
  - 4階 - 宿泊客室、家族風呂、リラックスルーム、中国式足つぼマッサージ、アモイ式リンパマッサージ
  - 3階 - 宿泊客室、家族風呂、リラックスルーム、タイ古式マッサージ、バリ式オイルマッサージ
  - 2階 - リラックスルーム、読書コーナー

千客万来（飲食客）用施設
- 8階（足湯: 9時 - 22時/売店: 10時 - 17時）
  - 千客万来足湯庭園（無料展望足湯施設）
  - Café Six(カフェシックス)（売店） - コーヒー、ソフトクリームなど
  - Sky Dining（スカイダイニング、レストランバー） - ロブスター、シーフードプラッター、ステーキ、ワイン、シャンパン、カクテルなど。
- 1階 お祭り広場（イベント用スペース）

### 食楽棟
地上3階、地下1階。
「豊洲場外 江戸前市場」と名付けられた飲食中心の施設。
- 3階（屋内） - フードコート「よりどり町家」「海鮮バイキング いろは 豊洲」など
- 2階（屋内） - 目利き横丁
- 2階（屋外） - 豊洲目抜き大通り・時の鐘広場
- 1階 - コンビニ（ローソン）等

施設・店舗
- 3階
  - フードコート「よりどり町家」（10時 - 20時）
    - 江戸辻屋（寿司・海鮮丼・海鮮）
    - 築地海鮮 虎杖（いたどり、すし・海鮮丼）
    - まるり水産（干物・焼き魚定食）
    - POKE BOWL カナロア（ポキボウル）
    - 十割そば たかはし（日本そば）
    - 麺屋 武一/大江戸うどん さくら（ラーメン・うどん）
    - ISHIDA-YA(いしだや)（ホルモン丼）
    - 東京29寿司（肉寿司・ハム寿司）

  - 海鮮バイキング いろは（9時 - 16時/団体貸切は17時 -）
  - うまいもん横丁（10時 - 22時）
    - 焼肉 塩ホルモン 好(よし)ちゃん 豊洲（焼肉）
    - 銀座 鮨たじま（海鮮丼・寿司）
    - 築地うに虎（海鮮・うに専門店）
    - 中華そば豊洲勝本（ラーメン）
- 2階
  - 時の鐘 - 10時/12時/15時/18時/21時を鐘で知らせる、川越市の「時の鐘」を模した建造物。柱の部分は自由に「千社札」を貼れるようになっている（「千社札」は通りを挟んで向かいの建物の自販機で、作製・購入することができる）。
    - 時の鐘広場（イベント広場）

  - 江戸遊楽座（10時 - 18時） - 「時の鐘」の脇にある芝居小屋風建物。
    - 豊洲ふくらすずめ（和風カフェ）
    - 豊洲えんぎもの（お土産・和雑貨）
    - 豊洲のみよし（日本酒スタンド）

  - 飲食店など（9時/10時 - 18時/20時/22時）
    - 江戸深川屋（和食・居酒屋）
    - BAR GINZA 江(こう)（ショットバー）
    - 銀だこハイボール酒場（たこ焼き・焼きそば）
    - 豊洲 金ぷら（揚げ蒲鉾・おでんバー）
    - 牡蠣や粋（オイスターバー）
    - 米三角（日本酒立ち飲み・屋形船案内所）
    - 炭焼魚串 おにぎり 越後屋助五郎（和食）
    - 漁火(いさりび)（海鮮炉端焼き）
    - たたきJapan（藁焼き鰹たたき）
    - うなぎ 明月川(めいげつがわ)（和食・うなぎ）
    - つきぢ神楽寿司（寿司）
    - 鮨 Yasuke by 銚子丸（寿司）
    - 肉好き大黒天（肉惣菜）
    - 月島もんじゃ 十五夜（もんじゃ焼き・鉄板焼き）
    - 相馬水産（まぐろ串、まぐろファーストフード）
    - Seafood Burger 島童子（ファーストフード）
    - 炙り屋 鱻(せん)（鮮魚・水産加工品）
    - 丸武Premium（玉子焼き・洋菓子）
    - かねす（フルーツサンド・おにぎり）
    - 浅草茶屋 たばねのし（和風クレープ）
    - 濱風茶房（和風カフェ）
    - 芋松（青果・青果加工品、焼き芋、ソフトクリーム）
    - ハルニレ（乳製品、ソフトクリーム）

  - 物販・土産物店など（9時/10時 - 18時）
    - フラワーおはぎ専門店 Oh!huggy‼︎(オーハギー)（和菓子）
    - 豊洲市場ドットコム（青果など）
    - 豊洲物産（乾物・珍味）
    - 魚商 小田原六左衛門（乾物・珍味）
    - たまごや新海商事（鶏卵・調味料）
    - 逸品屋 えどこ（物産・浮世絵）
    - 貴和美（刃物店）
    - 東京都PRコーナー いちばの広場

  - 番屋（9時 - 20時） -  南入口（木戸門）左手にある総合案内所。駐車サービス券もここで得られる。
- 1階
  - ローソン豊洲市場千客万来（コンビニエンスストア/24時間）
  - 飲食店（10時 - 18時/20時/22時）
    - RE:SET（カフェ）
    - 豊洲 奈良屋（和食・定食）
    - 魚々屋(ととや)たかぎ（和食）
    - 本まぐろそば 䱻(こつ)（ラーメン・海鮮丼）
    - 九十九里らぁめん くくり（ラーメン）
    - 北海道ラーメン 醸(かもし)（ラーメン）
    - 北海道港町食堂（和食）
    - 松屋精肉店（ハンバーグ・洋食）

施設・店舗の紹介

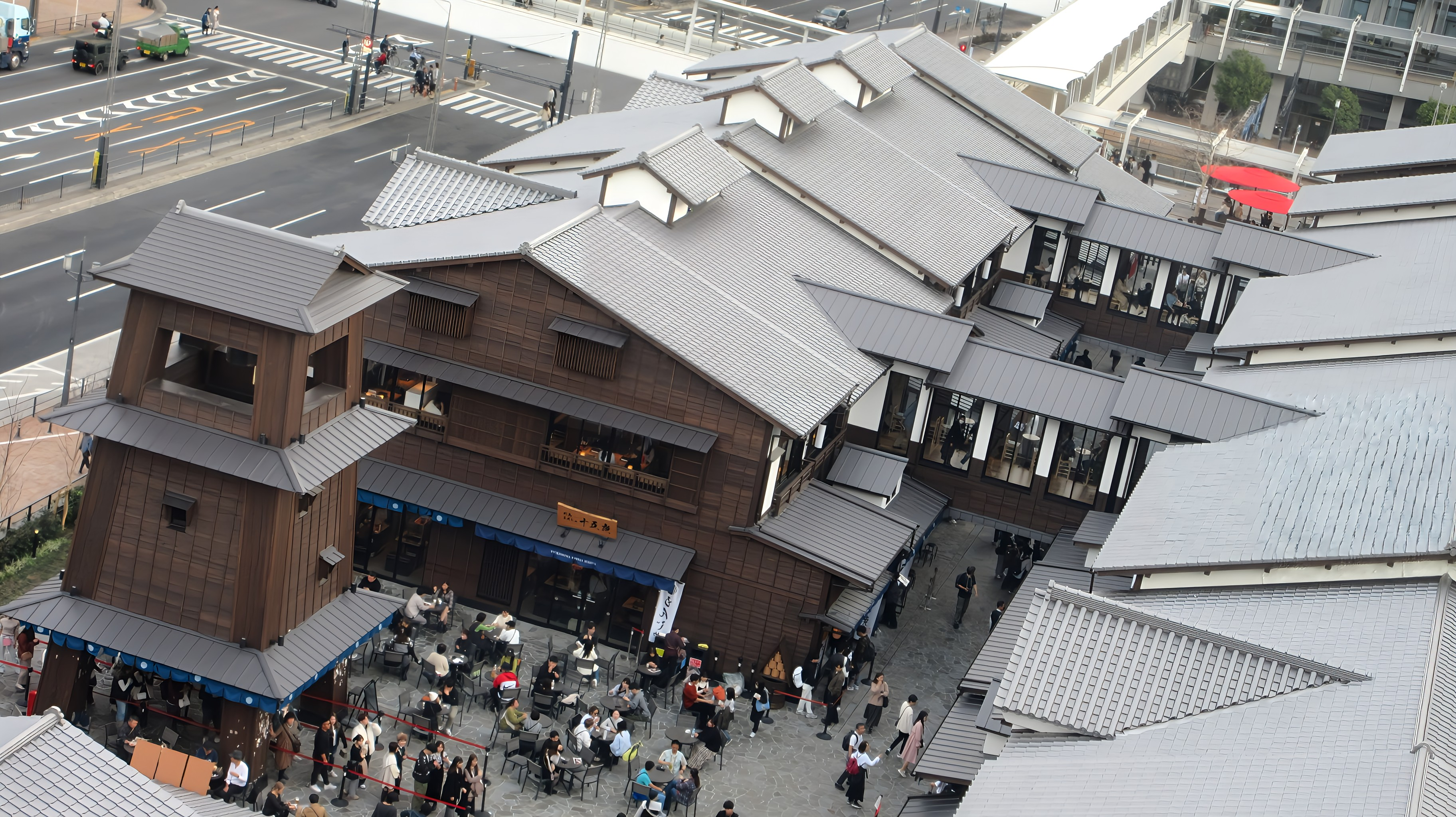
時の鐘広場
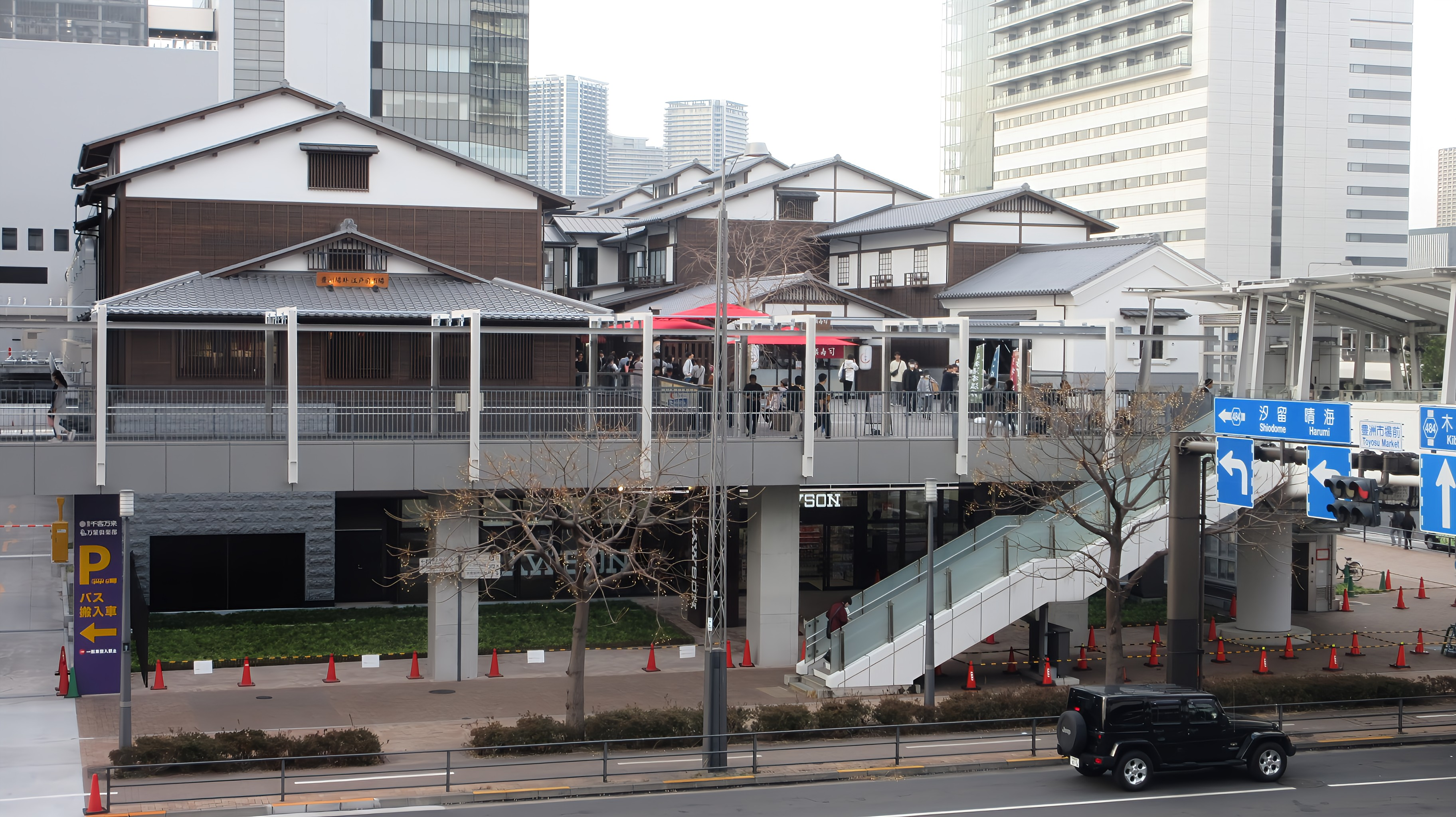
豊洲場外江戸前市場
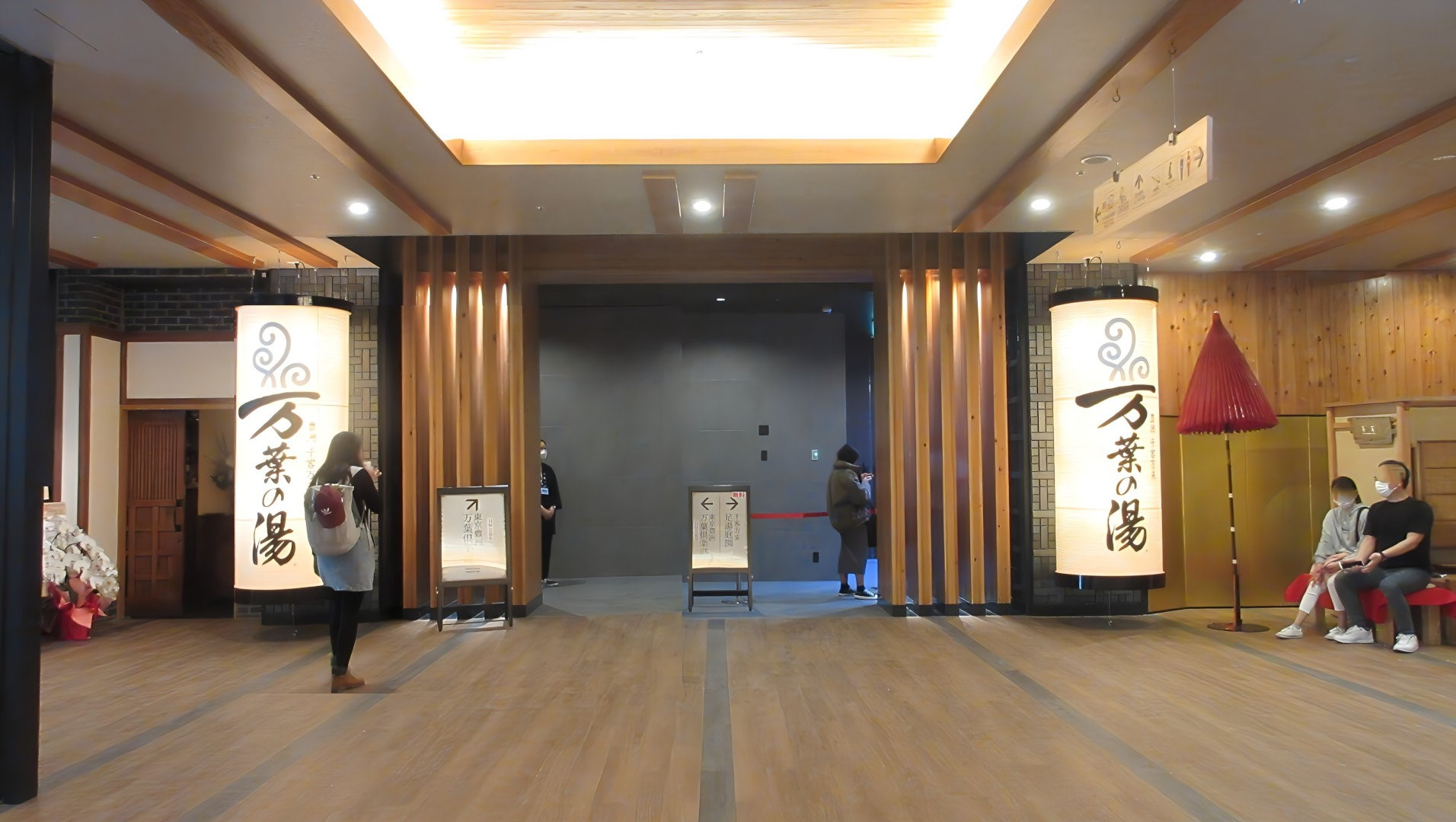
万葉倶楽部・万葉の湯
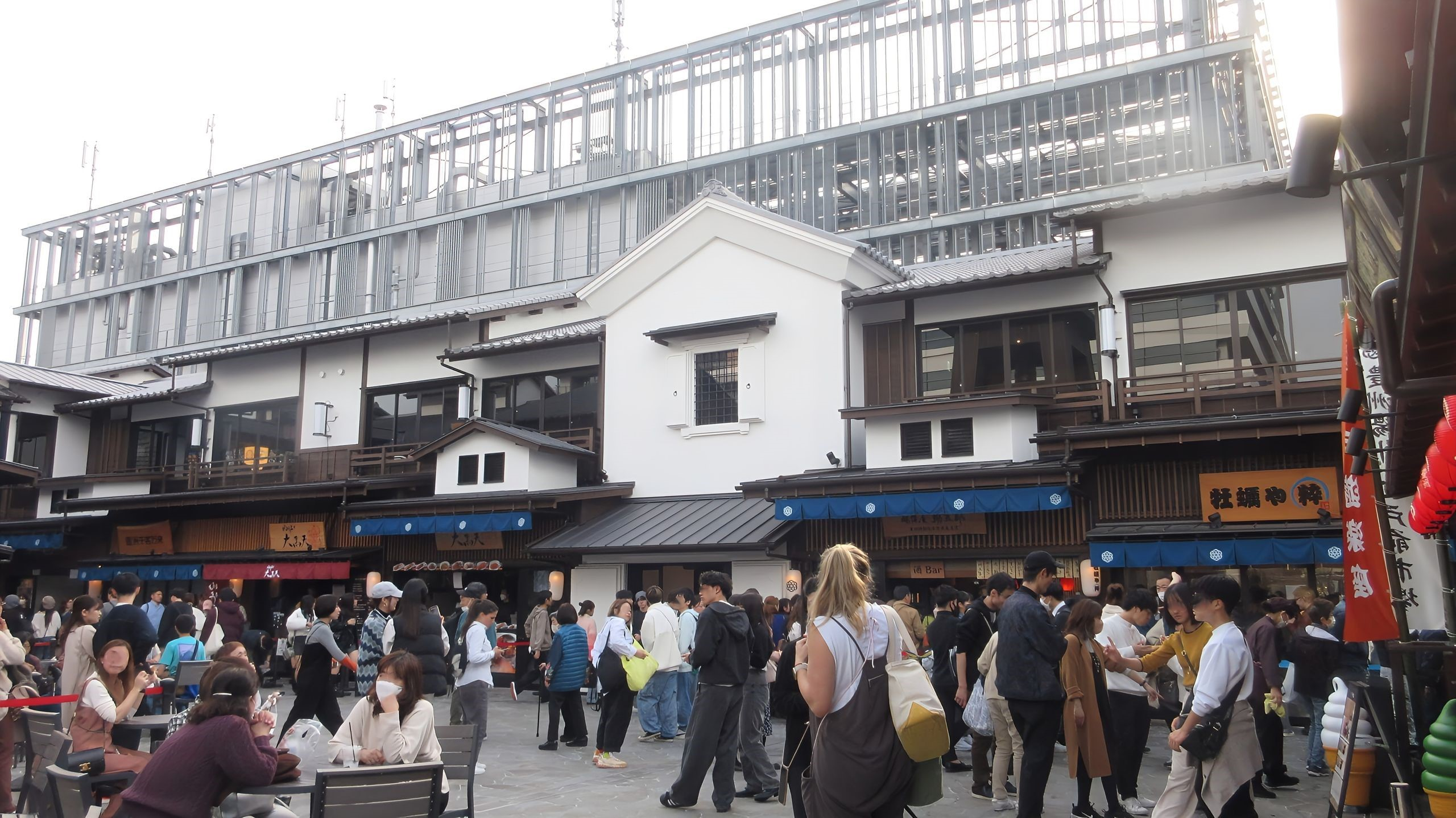
時の鐘広場の飲食店
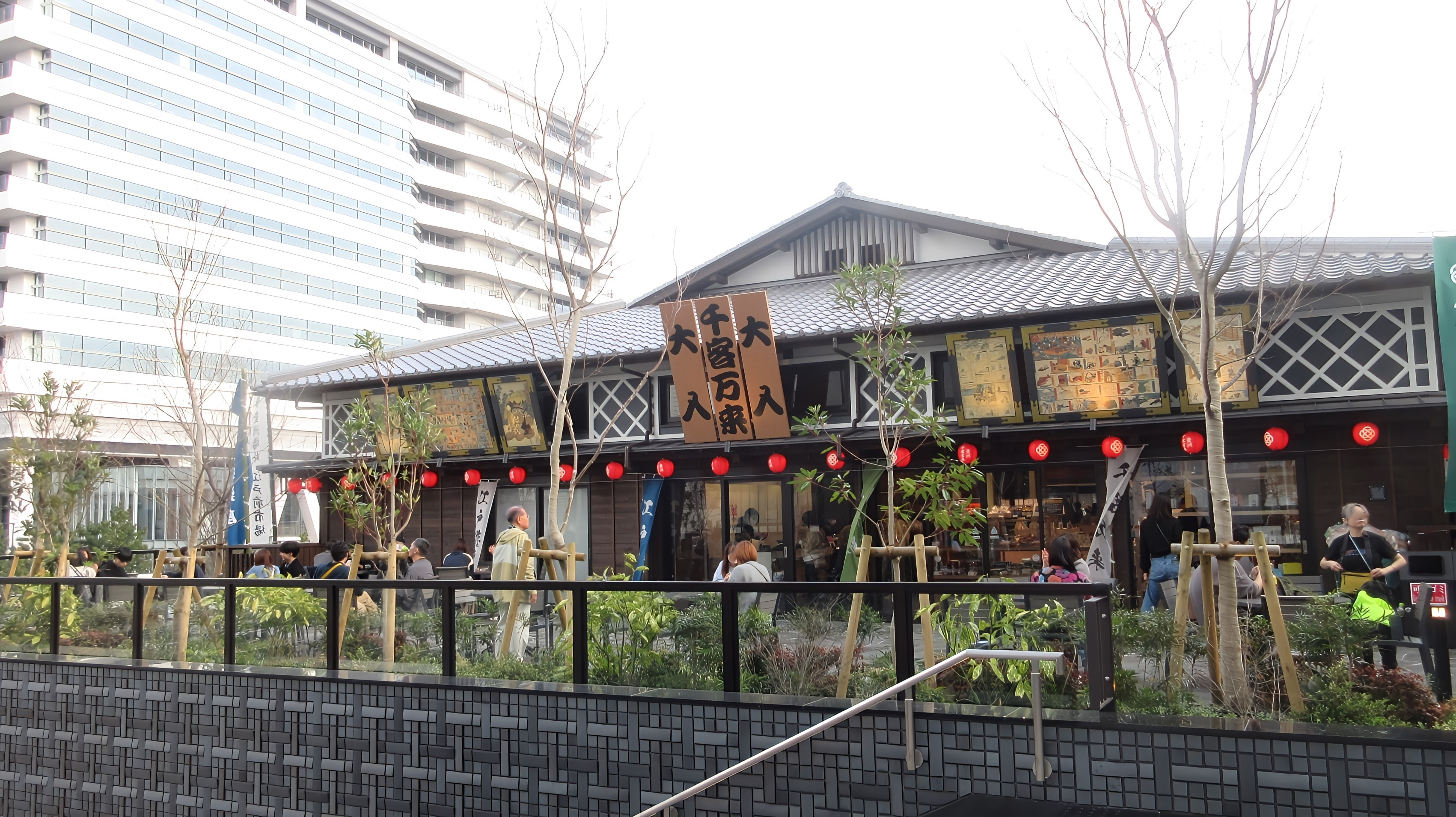
大手門前広場付近の階段より撮影

## アクセス
電車
- ゆりかもめ東京臨海新交通臨海線「市場前駅」から徒歩4分、ペデストリアンデッキにて2階に直結[9]

バス
- 東京BRT 「豊洲市場前」あるいは「ミチノテラス豊洲」
- 都営バス 「市場前駅前」
- 観光バス 駐車場 --- 「食楽棟」内、27台分

乗用車
- 「東京豊洲 万葉倶楽部」（温泉利用）専用駐車場 --- 「温浴棟」地下1階、108台分、海側から出入
- 「豊洲 千客万来」（飲食利用）専用駐車場 --- ゆりかもめ東京臨海新交通臨海線「市場前駅」南隣の立体駐車場、458台分、環二通り側から出入

バイク
- 万葉倶楽部専用駐車場（温浴棟地下1階）入り口脇、大型バイク5台、原付バイク31台分

自転車
- 6街区駐輪場 --- 「食楽棟」1階北側、163台分
- 5街区駐輪場 --- 「立体駐車場」北脇、134台分